# بروس إل. دوغلاس
بروس إل. دوغلاس (بالإنجليزية: Bruce L. Douglas)‏ هو سياسي أمريكي، ولد في 14 يوليو 1925 في نيويورك في الولايات المتحدة. حزبياً، نشط في الحزب الديمقراطي. وقد انتخب عضو مجلس نواب إلينوي.